# Сигнал лиха (фільм)
«Сигнал лиха» (англ. Mayday) — американський бойовик-драма 2021 року, написаний та знятий Карен Сінорре в її повнометражному режисерському дебюті. У фільмі зіграли Грейс Ван Паттен, Міа Гот, Джульєтт Льюїс та Соко.

## Синопсис
Ана переноситься у казкову та небезпечну країну, де вона приєднується до армії дівчат, які ведуть нескінченну війну.

## Акторський склад
| Актор            | Роль     |
| ---------------- | -------- |
| Грейс Ван Паттен | Ана      |
| Міа Гот          | Марша    |
| Джульєтт Льюїс   | Джун     |
| Соко             | Ґерт     |
| Гавана Роуз Лю   | Беа      |
| Теодор Пеллерін  | Дімітрій |
| Златко Бурич     | Макс     |

## Виробництво
У листопаді 2019 року було оголошено, що Грейс Ван Паттен, Міа Гот, Джульєтт Льюїс, Соко та Гавана Роуз Лю приєдналися до акторського складу фільму, режисером якого є Карен Сінорре за її власним сценарієм.
Зйомки розпочалися в листопаді 2019 року.

## Випуск
Світова прем'єра фільму відбулася на кінофестивалі Sundance 31 січня 2021 року. У червні 2021 року Magnolia Pictures придбала права на розповсюдження фільму.